# Struga (Stare Bogaczowice)
Struga (deutsch Adelsbach) ist ein Dorf im Powiat Wałbrzyski in der Woiwodschaft Niederschlesien in Polen. Es liegt vier Kilometer südöstlich von Stare Bogaczowice, zu dessen Landgemeinde es gehört.

## Geographie
Struga liegt im Norden des Waldenburger Berglands, an der Wojewodschaftsstraße 375, die von Szczawno-Zdrój nach Dobromierz verläuft. Nachbarorte sind Chwaliszów im Norden, Świebodzice im Nordosten, Szczawno-Zdrój und Konradów im Südosten sowie Lubomin, Jabłów und Witków im Südwesten.

## Geschichte
Adelsbach wurde zwischen 1210 und 1215 gegründet und war Sitz eines Ritterguts, das vermutlich zum Bezirk der Zeiskenburg gehörte. Bereits Ende des 13. Jahrhunderts verfügte Adelsbach über einen Schultheiß, und 1305 wurde die Kirche erstmals erwähnt. 1357 gehörte es zur Bannmeile Freiburg. 1382 war es im Besitz des Ulrich von Schoff. In diesem Jahr fundierten er und seine Frau Elisabeth sowie die Ritter Reincko, Ulrich und Rupert einen Altar der Kirche. Um diese Zeit bestand auch ein Vorwerk. 1392 gelangte Adelsbach zusammen mit dem Herzogtum Schweidnitz an die Krone Böhmen. Ab Anfang des 15. Jahrhunderts war es im Besitz der Herren von Czettritz, die es bis Mitte des 17. Jahrhunderts besaßen. Abraham von Czettritz, der mit Maria von Nimptsch verheiratet war, erbaute 1453 eine erste Residenz in Adelsbach. Um 1565 errichtete (Hans) Abraham von Czettritz, der sich als erster „von Adelsbach“ genannt haben soll, in der Ortsmitte ein Schloss. Nach seinem Tod 1598 wurde er – wie 1603 auch seine Frau Magdalena von Ratschin – in der Adelsbacher Kirche bestattet.
Für das Jahr 1576 sind in Adelsbach 22 Bauern nachgewiesen. Im Dreißigjährigen Krieg fiel es wüst und wurde danach wieder aufgebaut. Die während der Reformation evangelische Kirche wurde 1653 den Katholiken übergeben und war Filiale von Reichenau. Nach mehrmaligen Besitzerwechseln gelangte Adelsbach 1718 an die Reichsgrafen Stolberg-Stolberg.
Nach dem Ersten Schlesischen Krieg fiel Adelsbach zusammen mit Schlesien 1742 an Preußen. Im selben Jahr wurde eine evangelische Schule eröffnet, die auch Kinder aus Liebersdorf besuchten. Im Siebenjährigen Krieg fand am 6. Juli 1762 bei Adelsbach ein schweres Gefecht zwischen Preußen und Österreichern statt. Ab 1760 entwickelte sich die Hausweberei. Nach 1664 war der Ort mehrmals in Ober- und Unteradelsbach geteilt, deren Teile teilweise verschiedenen Besitzern gehörten.
In den Napoleonischen Kriegen durchbrach am 15. Mai 1807 an der Roten Höhe zwischen Adelsbach und Liebersdorf ein preußisches Streifkorps unter Major Michael Heinrich von Losthin eine Sperre französischer Truppen unter Major Piotr Świderski.
Nach der Neugliederung Preußens gelangte Adelsbach 1815 an die Provinz Schlesien und gehörte ab 1816 zum Landkreis Waldenburg. 1818 wurden 551 Einwohner gezählt und 1840 eine Mineralquelle bei Adelsbach erwähnt. Ab 1874 war Adelsbach Sitz des gleichnamigen Amtsbezirks, zu dem die Landgemeinden Fröhlichsdorf, Nieder Adelsbach und Ober Adelsbach sowie die Gutsbezirke Adelsbach und Fröhlichsdorf gehörten. 1924 wurde eine moderne Wohnsiedlung errichtet. 1939 lebten 1180 Menschen in Adelsbach.
Als Folge des Zweiten Weltkriegs fiel Adelsbach 1945 wie fast ganz Schlesien an Polen und wurde in Struga umbenannt. Die deutsche Bevölkerung wurde vertrieben. Die neuen Bewohner waren zum Teil Heimatvertriebene aus Ostpolen, das an die Sowjetunion gefallen war. Nachfolgend verlor das Dorf seinen landwirtschaftlichen Charakter, wodurch zahlreiche Häuser sowie das Schloss dem Verfall preisgegeben wurden. 1975–1998 gehörte Struga zur Woiwodschaft Wałbrzych (deutsch Waldenburg).
2010 lebten 837 Menschen in Struga.

## Sehenswürdigkeiten

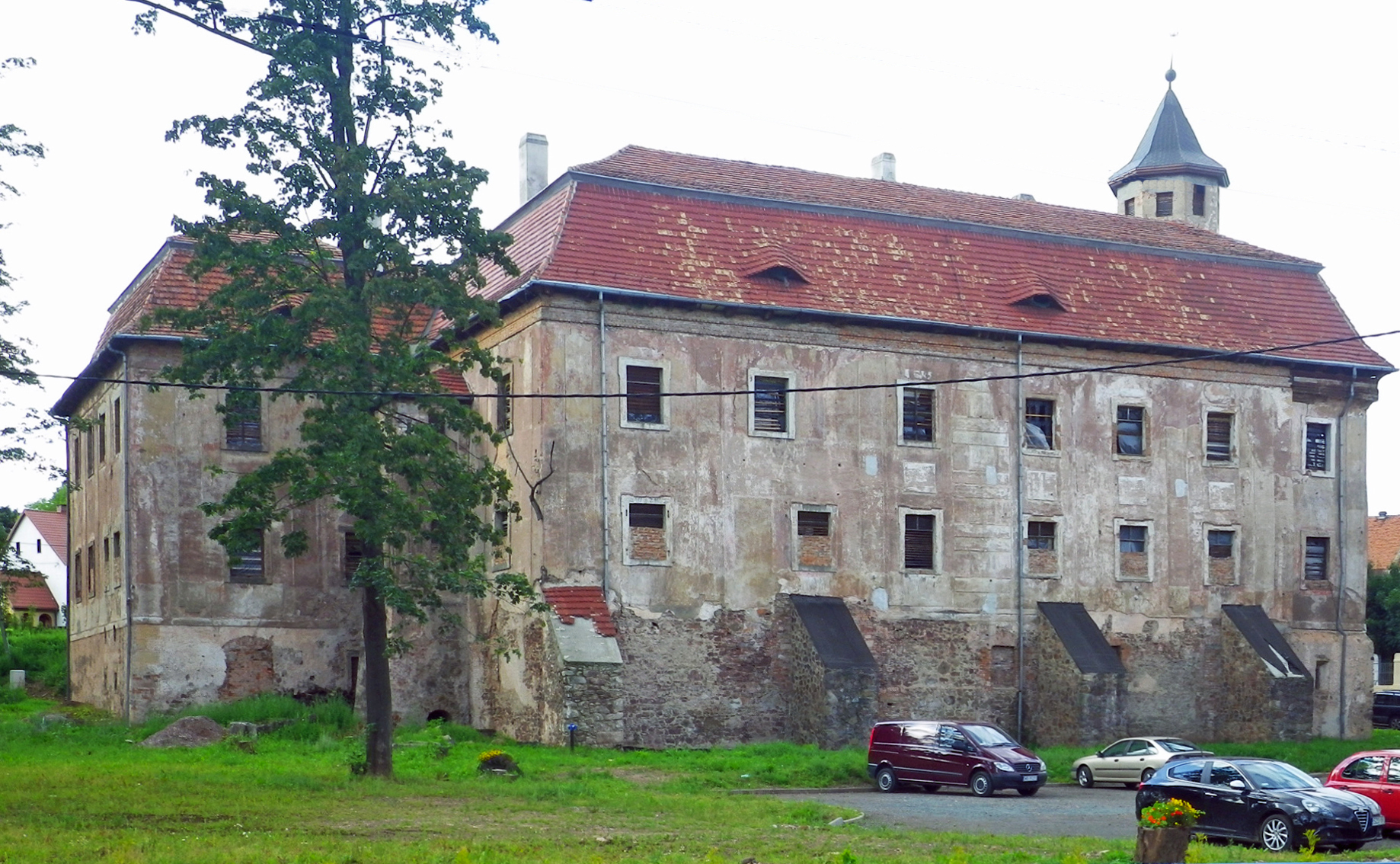
Schloss Adelsbach

- Die 1305 erstmals erwähnte Kirche „Maria Schmerzensmutter“ wurde 1532 neu errichtet und im 18. Jahrhundert sowie 1861, 1930 und 1969 restauriert. Die geschnitzte gotische „Madonna mit Kind“ stammt aus der zweiten Hälfte des 15. Jahrhunderts, der Altar aus der 1. Hälfte des 18. Jahrhunderts. Die Epitaphe mit Mitgliedern der Familie von Czettritz stammen aus der Zeit von 1541 bis 1605. Das Friedhofstor von 1532 wurde im 18. Jahrhundert umgebaut.

- Schloss Adelsbach, errichtet um 1565 von Hans Abraham von Czettritz an der Stelle eines Vorgängerbaus.